# Крушение «Лаконии»
«Крушение „Лаконии“» (англ. The Sinking of the Laconia) — двухсерийный телефильм, снятый режиссёром Уве Янсоном в 2010 году. Премьерный показ фильма состоялся 6—7 января 2011 года на канале BBC Two.

## Сюжет
1942 год. Океанский лайнер «Лакония» (RMS Laconia), переоборудованный в военный транспорт, отправляется из Суэца в плавание вокруг Африки. На борту слабо вооружённого судна находится много гражданских лиц, в основном женщин и детей, а также 1800 итальянских военнопленных. Тем временем немецкая подводная лодка U-156 выходит на «охоту». Пути корабля и субмарины пересекаются в 600 милях от западного побережья Африки. После успешного затопления вражеского транспорта капитан подлодки Вернер Хартенштайн обнаруживает, какого рода пассажиров перевозило судно, и отдаёт приказ взять на борт как можно больше спасшихся. Теперь, с дополнительным грузом в две сотни человек, вверенная ему субмарина становится лёгкой мишенью для союзников.

## В ролях
- Эндрю Бьюкен — Мортимер, 3-й младший офицер «Лаконии»
- Кен Дукен — Вернер Хартенштайн, капитан U-156
- Франка Потенте — Хильда Шмит
- Брайан Кокс — Шарп, капитан «Лаконии»
- Линдси Дункан — Элизабет Фуллвуд
- Томас Кречман — адмирал Дёниц
- Маттиас Кёберлин — Ростау, главный механик U-156
- Николай Кински — Вальтер Дрекслер
- Николас Бёрнс — капитан Кауттс
- Бен Кромптон — Гарри Таунс
- Морвен Кристи[англ.] — Лаура Фергюсон

## Номинации
- 2011 — номинация на премию BAFTA за лучший драматический сериал (Алан Блисдейл, Уве Янсон, Хилари Норриш, Джонатан Янг)
- 2011 — номинация на премию Golden Nymph телевизионного фестиваля в Монте-Карло за лучшую мужскую роль в мини-сериале (Кен Дукен)

## Рецензии
- Deacon, Michael[англ.]. The Sinking of the Laconia, BBC Two, review (англ.). The Daily Telegraph (6 января 2011). Дата обращения: 9 ноября 2016.
- Festenberg, Nikolaus von. TV-Ereignis "Laconia": Der Feind, mein Retter (нем.). Der Spiegel (1 ноября 2011). Дата обращения: 5 января 2017.
- Seewald, Berthold. Die "Laconia" und der gute Nazi Werner Hartenstein (нем.). Die Welt (2 ноября 2011). Дата обращения: 5 января 2017.
- Wollaston, Sam. TV review: The Sinking of the Laconia and Martin Clunes: Man to Mantas (англ.). The Guardian (7 января 2011). Дата обращения: 9 ноября 2016.